# Monique Thibaut
Monique Thibaut (ou Monique Thiébaut) est une actrice française née en 1927.

## Filmographie
- 1939 : Angélica de Jean Choux : Manuela
- 1939 : Jeunes Filles en détresse de Georg Wilhelm Pabst
- 1940 : Vento di milioni de Dino Falconi : Colette
- 1940 : El marido provisional de Nunzio Malasomma : Sarah
- 1941 : La Nuit de décembre de Kurt Bernhardt
- 1941 : Les Jours heureux de Jean de Marguenat : Marianne
- 1946 : Consultaré a Mister Brown de Pío Ballesteros